# Торецька міська рада
Торецька міська́ ра́да — орган місцевого самоврядування Торецької міської громади Бахмутського району Донецької області.
Рішенням від 26 лютого 2016 року Дзержинська міська рада перейменована на Торецьку міську раду у зв'язку з перейменуванням міста на Торецьк.

## Історія
22 липня 2014 року, відступаючи із окупованого раніше ними Дзержинська (Торецьк), російські терористи танками розстріляли будівлю міської ради, внаслідок чого вона повністю вигоріла.

## Склад ради
Рада складається з 46 депутатів та голови.
- Голова ради: Євсіков Юрій Володимирович.
- Секретар ради: Герасимов Анатолій Федорович

### Керівний склад попередніх скликань
| ПІБ                         | Основні відомості                                                       | Дата обрання | Дата звільнення |
| --------------------------- | ----------------------------------------------------------------------- | ------------ | --------------- |
| Сліпцов Володимир Микитович | Міський голова, 1947 року народження, освіта вища, член Партії регіонів | 26.03.2006   | 31.10.2010      |
| Сліпцов Володимир Микитович | Міський голова, 1947 року народження, освіта вища, член Партії регіонів | 31.10.2010   |                 |

Примітка: таблиця складена за даними сайту Верховної Ради України

### Депутати
За результатами місцевих виборів 2010 року депутатами ради стали:

#### За суб'єктами висування
| Суб'єкт висування                        | Кількість обраних депутатів | %   |
| ---------------------------------------- | --------------------------- | --- |
| Партія регіонів                          | 40                          | 87  |
| Комуністична партія України              | 3                           | 6,5 |
| Політична партія «Сильна Україна»        | 2                           | 4,3 |
| Прогресивна соціалістична партія України | 1                           | 2,2 |

#### За округами
| № округу                                 | Прізвище, ім'я, по батькові          | Дата визнання обраним | Освіта  | Партійна приналежність                          | Відомості про обраного депутата                                                            |
| ---------------------------------------- | ------------------------------------ | --------------------- | ------- | ----------------------------------------------- | ------------------------------------------------------------------------------------------ |
| Комуністична партія України              |                                      |                       |         |                                                 |                                                                                            |
| б/м                                      | Петрига Людмила Іванівна             | 04.11.2010            | вища    | член Комуністичної партії України               | пенсіонер                                                                                  |
| б/м                                      | Горпінченко Анатолій Іванович        | 04.11.2010            | вища    | член Комуністичної партії України               | пенсіонер                                                                                  |
| б/м                                      | Полянський Володимир Миколайович     | 04.11.2010            | середня | член Комуністичної партії України               | пенсіонер                                                                                  |
| Партія регіонів                          |                                      |                       |         |                                                 |                                                                                            |
| б/м                                      | Івашкін Євген Денисович              | 04.11.2010            | вища    | член Партії регіонів                            | Державне підприємство «Дзержинськвугілля», заступник директора по капітальному будівництву |
| б/м                                      | Гриньов Микола Герасимович           | 04.11.2010            | вища    | член Партії регіонів                            | тимчасово не працює                                                                        |
| б/м                                      | Дегтяренко Людмила Георгіївна        | 04.11.2010            | вища    | член Партії регіонів                            | Центральна міська лікарня, заступник головного лікаря                                      |
| б/м                                      | Герасимов Анатолій Федорович         | 04.11.2010            | вища    | член Партії регіонів                            | Торецька міська рада, секретар                                                             |
| б/м                                      | Шемук Сергій Олександрович           | 04.11.2010            | середня | член Партії регіонів                            | Шахта «Новодзержинська», вибійник                                                          |
| б/м                                      | Стельмашенко Костянтин Володимирович | 04.11.2010            | вища    | член Партії регіонів                            | тимчасово не працює                                                                        |
| б/м                                      | Дєгтярьов В'ячеслав Іванович         | 04.11.2010            | вища    | член Партії регіонів                            | Шахта «Північна», заступник керівника дільниці ВТБ                                         |
| б/м                                      | Шматок Олександр Федорович           | 04.11.2010            | вища    | член Партії регіонів                            | тимчасово не працює                                                                        |
| б/м                                      | Іл'єнко Ніна Василівна               | 04.11.2010            | вища    | член Партії регіонів                            | Державне комунальне підприємство «Дзержинскжилсервіс», директор                            |
| б/м                                      | Герт Володимир Давидович             | 04.11.2010            | вища    | член Партії регіонів                            | Державне підприємство «Дзержинськвугілля», директора по соціальним питанням                |
| б/м                                      | Євсіков Юрій Миколайович             | 04.11.2010            | вища    | член Партії регіонів                            | Дзержинський гірничий технікум, заступник директора з навчальної частини                   |
| б/м                                      | Харьківський Володимир Олександрович | 04.11.2010            | вища    | член Партії регіонів                            | шахта «Новодзержинська», головний енергетик                                                |
| б/м                                      | Шкіря Дмитро Ігорович                | 04.11.2010            | вища    | член Партії регіонів                            | ВО «Іліташ», заступник директора по фінансовим питанням                                    |
| б/м                                      | Сищикова Любов Іванівна              | 04.11.2010            | вища    | член Партії регіонів                            | Державне підприємство «Дзержинськвугілля», директор по економіці                           |
| б/м                                      | Губський Олександр Вікторович        | 04.11.2010            | середня | член Партії регіонів                            | ЗАТ «Донецька техколона», начальник кисневого цеху № 2 у м.дзержинськ                      |
| б/м                                      | Гусаков Олександр Володимирович      | 04.11.2010            | середня | член Партії регіонів                            | ШАХТА «Південна», вибійник                                                                 |
| б/м                                      | Малявін Євген Миколайович            | 04.11.2010            | середня | член Партії регіонів                            | тимчасово не працює                                                                        |
| б/м                                      | Кравченко Сергій Геннадійович        | 04.11.2010            | середня | член Партії регіонів                            | Шахта імені Дзержинського, гірничий робітник очисного вибою                                |
| б/м                                      | Доронін Михайло Сергійович           | 04.11.2010            | середня | член Партії регіонів                            | Шахта Торецька, гірничий майстер                                                           |
| 1                                        | Герт Віктор Давидович                | 04.11.2010            | вища    | член Партії регіонів                            | Шахта імені «Ф. Є. Дзержинського», директор                                                |
| 2                                        | Стефаненко Віктор Іванович           | 04.11.2010            | вища    | член Партії регіонів                            | пенсіонер                                                                                  |
| 3                                        | Яценко Олена Петрівна                | 04.11.2010            | вища    | член Партії регіонів                            | ВАТ «Сенсор», директор                                                                     |
| 4                                        | Тихонова Тетяна Олексіївна           | 04.11.2010            | вища    | член Партії регіонів                            | загальноосвітня школа № 9, директор                                                        |
| 5                                        | Чупрунов Віктор Михайлович           | 04.11.2010            | вища    | член Партії регіонів                            | ЦМЛ, головний лікар                                                                        |
| 6                                        | Лубинець Сергій Дмитрович            | 04.11.2010            | вища    | член Партії регіонів                            | Шахта «Торецька», голова профспілкового комітетув                                          |
| 7                                        | Бухтіяров Ярослав Дмитрович          | 04.11.2010            | вища    | член Партії регіонів                            | Шахта «Ново дзержинська», голова профспілкового комітетув                                  |
| 8                                        | Браженко Наталія Віталіївна          | 04.11.2010            | вища    | член Партії регіонів                            | НВК «Школа-ліцей», директор                                                                |
| 9                                        | Шолохов Анатолій Якович              | 04.11.2010            | вища    | член Партії регіонів                            | РМЗ, директор                                                                              |
| 10                                       | Труш Михайло Іванович                | 04.11.2010            | вища    | член Партії регіонів                            | Шахта «Торецька», начальник підземної дільниці                                             |
| 11                                       | Топалов Андрій Олександрович         | 04.11.2010            | вища    | член Партії регіонів                            | Шахта імені «Дзержинського», заступник директора з виробництва                             |
| 12                                       | Отченашенко Лариса Федорівна         | 04.11.2010            | вища    | член Партії регіонів                            | Дзержинський проліцей, заст..директора з навчальновиховної роботи                          |
| 13                                       | Ювченко Юрій Олексійович             | 04.11.2010            | вища    | член Партії регіонів                            | МЛ№ 1 м. Артемове, головний лікар                                                          |
| 15                                       | Войтковський Володимир Олександрович | 04.11.2010            | вища    | член Партії регіонів                            | ВП Автобаза"Дзержинськвугіля", директор                                                    |
| 16                                       | Воробйов Віталій Валентинович        | 04.11.2010            | вища    | член Партії регіонів                            | Шахта «Північна», голова профспілкового комітетув                                          |
| 17                                       | Юхименко Володимир Анатолійович      | 04.11.2010            | вища    | член Партії регіонів                            | Шахта «Північна», директор                                                                 |
| 19                                       | Цяпа Лідія Михайлівна                | 04.11.2010            | вища    | член Партії регіонів                            | КЛПУ Міській шкірно-венерелогічний диспансер, головний лікар                               |
| 20                                       | Коваленко Олександр Геннадійович     | 04.11.2010            | вища    | член Партії регіонів                            | ЦМЛ, лікар анастезіолог                                                                    |
| 21                                       | Шемук Володимир Олександрович        | 04.11.2010            | вища    | член Партії регіонів                            | пенсіонер                                                                                  |
| 22                                       | Рибак Ігор Анатолійович              | 04.11.2010            | вища    | член Партії регіонів                            | ВФТ «Дзержинський хлібокомбінат», голова правління                                         |
| 23                                       | Аксьонов Анатолій Васильович         | 04.11.2010            | вища    | член Партії регіонів                            | Шахта «Новоджержинська», директор                                                          |
| Політична партія «Сильна Україна»        |                                      |                       |         |                                                 |                                                                                            |
| 14                                       | Аксьонов Артем Анатолійович          | 04.11.2010            | вища    | член Політичної партії «Сильна Україна»         | Шахта «Новодзержинська», нормувальник                                                      |
| 18                                       | Д'яченко Олександр Іванович          | 04.11.2010            | вища    | член Політичної партії «Сильна Україна»         | тимчасово не працює                                                                        |
| Прогресивна соціалістична партія України |                                      |                       |         |                                                 |                                                                                            |
| б/м                                      | Дойних Сергій Іванович               | 04.11.2010            | середня | член Прогресивної соціалістичної партії України | ТОВ НВО Інкор і К0, електрозварювальник                                                    |